# 佩什科比
佩什科比，是阿尔巴尼亚东北部第巴爾州迪勃拉市镇内的城镇，为迪勃拉州的州府，及迪勃拉市镇的行政中心，這是阿爾巴尼亞唯一不與州名同名的州府。城镇人口数量为13,251人（2011年）。
佩什科比位于黑德林河东岸，在阿爾巴尼亞首都地拉那东北187公里处，離北馬其頓邊界有20公里，海拔为651米。
德林山谷是該地區的最低部分。在該地區發現了鉻礦，硫礦和大理石礦等礦石。它也是阿爾巴尼亞重要的工業中心，特別是食品工業。

## 歷史
現在被稱為迪勃拉的地區在以前基督教主導時代被羅馬人稱為“Penestae”的伊利里亞人部落居住，古希臘語中的Πενεσταί。
佩什科比的名字來源於阿爾巴尼亞語中的peshkop意思為bishop以及希臘語中的Episkopè。十一世紀的保加利亞地圖以“Presolengrad”這個名字顯示該鎮。1018年，迪勃拉地區歸入奧赫里德（今馬其頓）管轄，是奧赫里德的東正教和基督教的發源地，一年後又獲得了以派克科皮的布爾克病房為中心的主教的地位，現在是位於Dobrovë附近。迪勃拉聖公會的中央教會是聖斯蒂芬的中央教堂。主教稍後將重新安置，但佩什科比鎮保留了其名稱。佩什科比早在十五世紀就以“Peskopia”的名字所引用。
到了十六世紀初，奧斯曼帝國完成了對阿爾巴尼亞的征服。在奧斯曼帝國的統治下，佩什科比（當時的“Debre-i Zir”，意為奧斯曼土耳其的“下Debre”）是一個小城鎮，被更大更華麗的Debar所掩蓋。(阿爾巴尼亞語： "Greater Dibër")，今天就在馬其頓邊界之上。1883年，佩什科比的人口幾乎完全是穆斯林。1873年，奧斯曼帝國在佩什科比建造了一個奧斯曼軍營，軍隊人數高達8000人。
迪勃拉地區，包括佩什科比的人，參加了20世紀1910年代初在整個阿爾巴尼亞發生的反奧斯曼政權的起義。1912年8月16日，阿爾巴尼亞人武裝組織從奧斯曼帝國手中奪取佩什科比。
在奧斯曼帝國解體後，一支塞爾維亞的軍隊巴爾幹戰爭中的塞爾維亞入侵迪勃拉地區，並於1912年12月初攻入佩什科比。阿爾巴尼亞人部隊於1913年9月20日重新奪回該城市。1916年1月1日，一支保加利亞軍隊入侵佩什科比。1916年4月12日，保加利亞盟軍奧匈帝國將一支軍隊帶到佩什科比，並進行懲罰性的焚燒村莊和處決阿爾巴尼亞人，試圖平息當地的阿爾巴尼亞人反抗力量。保加利亞和奧匈帝國軍隊於1918年9月離開該地區。
1939年意大利軍隊入侵阿爾巴尼亞，並於4月15日抵達佩什科比。以恩維爾·霍查為首的阿爾巴尼亞共產黨游擊隊於1943年9月9日奪回佩什科比控制權。隨後的10月，游擊隊擊敗BalliKombëtar部隊進行武裝爭奪城市的控制權。1944年7月，德軍佔領了這個城市，但在同一個月稍候就被驅逐出境。直到1944年9月初，迪勃拉地區的戰鬥仍在繼續，同月共產黨游擊隊佔據了民族解放軍據地。